# Município de Liberty (condado de Delaware, Ohio)
O município de Liberty (em inglês: Liberty Township) é um município localizado no condado de Delaware no estado estadounidense de Ohio. No ano de 2010 tinha uma população de 26.172 habitantes e uma densidade populacional de 302,91 pessoas por km².

## Geografia
O município de Liberty encontra-se localizado nas coordenadas 40° 11′ 21″ N, 83° 04′ 59″ O. Segundo a Departamento do Censo dos Estados Unidos, o município tem uma superfície total de 86.4 km², da qual 84.98 km² correspondem a terra firme e (1.65%) 1.42 km² é água.

## Demografia
Segundo o censo de 2010, tinha 26.172 habitantes residindo no município de Liberty. A densidade populacional era de 302,91 hab./km². Dos 26.172 habitantes, o município de Liberty estava composto pelo 89% brancos, o 1.98% eram afroamericanos, o 0.09% eram amerindios, o 6.71% eram asiáticos, o 0.02% eram insulares do Pacífico, o 0.5% eram de outras raças e o 1.71% pertenciam a dois ou mais raças. Do total da população o 1.83% eram hispanos ou latinos de qualquer raça.